# Combate (canal de televisión)
El Combate (hasta julio de 2009 conocido como Premiere Combate) es un canal de televisión  que pertenece a la empresa brasileña Canais Globo y se distribuye a través de pay-per-view. Muestra peleas de artes marciales mixtas y boxeo, además de otras disciplinas de artes marciales.

## Programas
- Arena Combate
- Especial Combate
- Faixa Digital
- Sessão Combate

## Eventos mostrados por el canal
- WGP Kickboxing
- Jungle Fight
- Gira mundial de yudo
- Favela Kombat
- Abu Dhabi Jiu-Jitsu Professional World Tour
- Karate Combat
- ONE Championship
- Attack Fight
- Glory
- KSW
- Eagle FC
- Invicta FC
- Masters del yudo
- Eventos de boxe
- Bellator MMA
- PFL Challenger Series
- Professional Fighters League
- Rizin FF

## Principales nombres de Combate
- Luciano Andrade, comentarista de eventos de MMA en Combate
- Rhodes Lima, narrador
- Ana Hissa, comentarista de eventos de MMA
- Luiz Felipe Prota, narrador
- Fabrício Werdum, comentarista de eventos de MMA

## Sitio oficial
- Sitio oficial

- Datos: Q2836148